# Richard Wunder
Richard Wunder (* 30. September 1984) ist ein liechtensteinischer Bobfahrer.

## Karriere
Richard Wunder nahm bei den Olympischen Winterspielen 2010 in Vancouver teil. Da im Zweierbob Michael Klingler und Thomas Dürr stürzten und Klingler sich verletzte, war ein Start zusammen mit Wunder und Jürgen Berginz im Viererbob nicht möglich.